# الله بخش (میرجاوه)
الله بخش یا موتور اله بخش شهنوازی روستایی در دهستان ریگ ملک بخش ریگ ملک شهرستان میرجاوه استان سیستان و بلوچستان ایران است.

## جمعیت
بر پایه سرشماری عمومی نفوس و مسکن در سال ۱۳۹۵ جمعیت این روستا ۳۳ نفر (۹خانوار) بوده‌است.